# Плантејшон (Кентаки)
Плантејшон (енгл. Plantation) град је у америчкој савезној држави Кентаки.

## Демографија
По попису из 2010. године број становника је 832, што је 70 (-7,8%) становника мање него 2000. године.
| Група             | 2000.       | 2010.       |
| Белци             | 799 (88,6%) | 606 (72,8%) |
| Афроамериканци    | 71 (7,9%)   | 108 (13,0%) |
| Азијати           | 9 (1,0%)    | 10 (1,2%)   |
| Хиспаноамериканци | 11 (1,2%)   | 74 (8,9%)   |
| Укупно            | 902         | 832         |